# Косьцежиці
Косьцежиці (пол. Kościerzyce) — село в Польщі, у гміні Любша Бжезького повіту Опольського воєводства.
Населення — 1027 осіб (2011).

## Демографія
Демографічна структура станом на 31 березня 2011 року:
|          | Загалом | Допрацездатний вік | Працездатний вік | Постпрацездатний вік |
| -------- | ------- | ------------------ | ---------------- | -------------------- |
| Чоловіки | 497     | 74                 | 374              | 49                   |
| Жінки    | 530     | 83                 | 344              | 103                  |
| Разом    | 1027    | 157                | 718              | 152                  |